# Colombine (Haute-Saône)
Pour les articles homonymes, voir Colombine.
Colombine est une commune nouvelle française créée le 1er janvier 2025 dans le département de la Haute-Saône et la région Bourgogne-Franche-Comté. Elle résulte de la fusion des communes de Choye et de Villefrancon.

## Géographie

### Localisation
La commune est traversée du sud au nord par la Colombine et les deux villages principaux sont établis dans sa vallée, en son milieu pour Choye, en rive gauche pour Villefrancon.

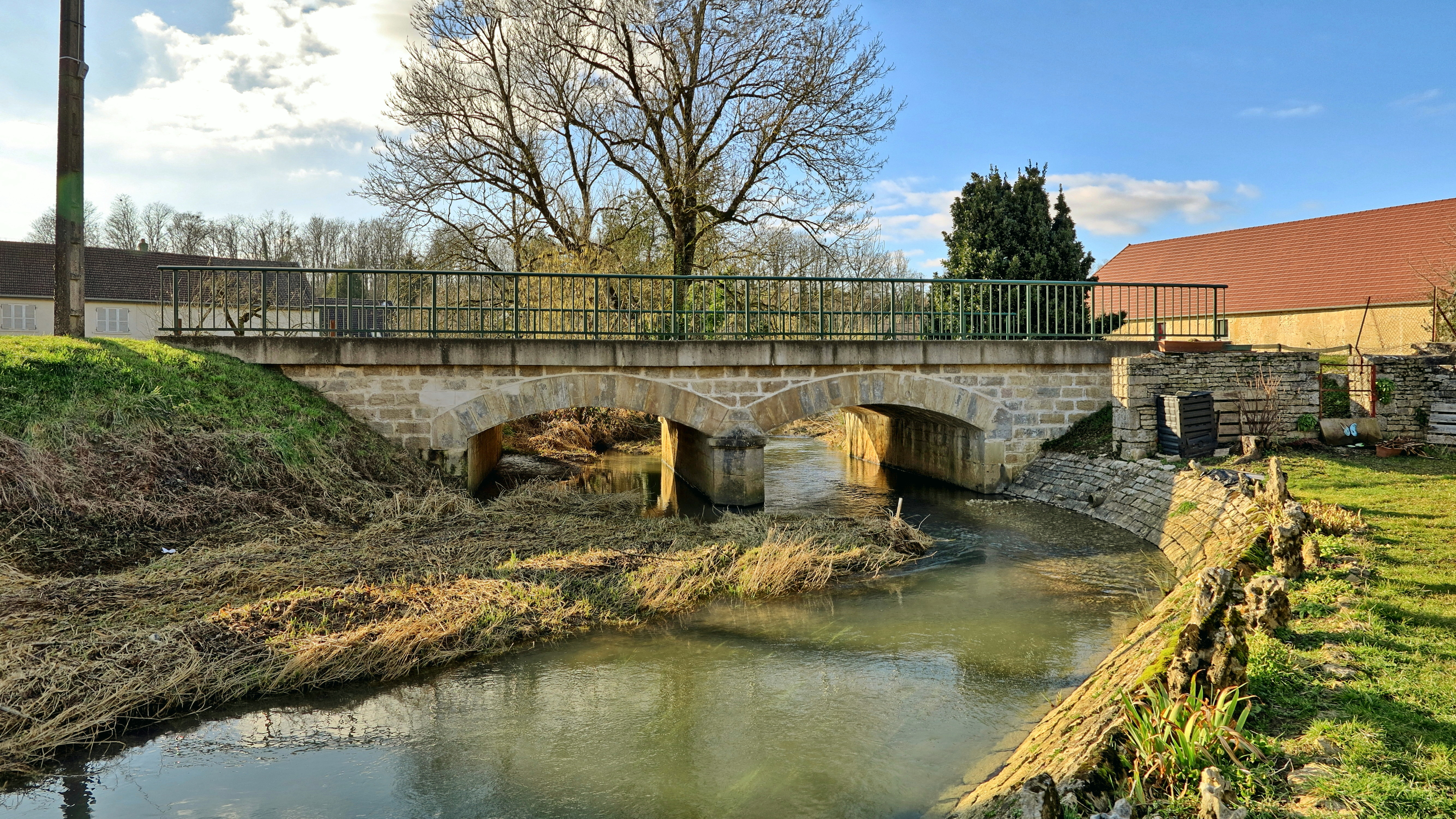
Pont du Tacot sur la Colombine à Choye.

### Communes limitrophes
| Saint-Loup-Nantouard          | Sauvigney-lès-Gray, Angirey | Citey     |
| Velesmes-Échevanne            | Colombine                   | Gy        |
| Cugney, Velloreille-lès-Choye |                             | Charcenne |

## Toponymie
La nouvelle commune tire son nom de la Colombine, petit ruisseau affluent de la Morthe, qui la traverse du sud au nord.

## Histoire
La commune est créée le 1er janvier 2025 à la suite d'un arrêté préfectoral du 13 décembre 2024, par la fusion des communes de Choye et de Villefrancon. Le chef-lieu de la commune nouvelle est fixé à la mairie de l'ancienne commune de Choye, les anciennes communes prenant le statut de communes déléguées.

## Politique et administration
Jusqu'aux prochaines élections municipales françaises de 2026, le conseil municipal de la commune nouvelle est constitué de l'ensemble des membres en exercice des conseils municipaux des deux communes fondatrices.

### Liste des maires
| Période          | Période                  | Identité           | Étiquette      | Qualité                      |
| ---------------- | ------------------------ | ------------------ | -------------- | ---------------------------- |
| 1er janvier 2025 | En cours (au 28/01/2025) | Guillaume Bouttemy | Sans étiquette | Maire de Choye (2014 → 2024) |

### Communes déléguées
| Nom           | Code Insee | Intercommunalité   | Superficie (km2) | Population (dernière pop. légale) | Densité (hab./km2) |
| ------------- | ---------- | ------------------ | ---------------- | --------------------------------- | ------------------ |
| Choye (siège) | 70152      | CC des Monts de Gy | 14,4             | 475 (2022)                        | 33                 |
| Villefrancon  | 70557      | CC des Monts de Gy | 5,65             | 126 (2022)                        | 22                 |

## Population et société

### Démographie
L'évolution du nombre d'habitants est connue à travers les recensements de la population effectués dans la commune depuis sa création.

En 2022, la commune comptait 601 habitants.
| 2021 | 2022 |
| ---- | ---- |
| 601  | 601  |

## Culture locale et patrimoine

### Lieux et monuments
- Plusieurs bâtiments recensés dans la base Mérimée :
  - Le château de Villefrancon construit en 1713-1714 par Claude-Antoine Aillet et inscrit aux monuments historiques depuis 2023[3],[4], et son parc, classé « Ensemble arboré remarquable » depuis 2013, non ouvert au public[5],[6] ;
  - Le château de Choye du XVIIIe siècle[7] ;
  - L'église Saint-Désiré de Choye qui date de 1773[8] ;
  - La chapelle Saint-Joseph de Villefrançon édifiée de 1723 à 1728[9] ;
  - La mairie-école de Villefrançon, du XIXe siècle[10] ;
  - L'ancien moulin des Côtés, de 1758, sur la Colombine, transformé depuis en étable[11] ;
  - Le grand lavoir de Choye[12] ;
  - De nombreuses fermes et demeures des XVIIIe et XIXe siècles.

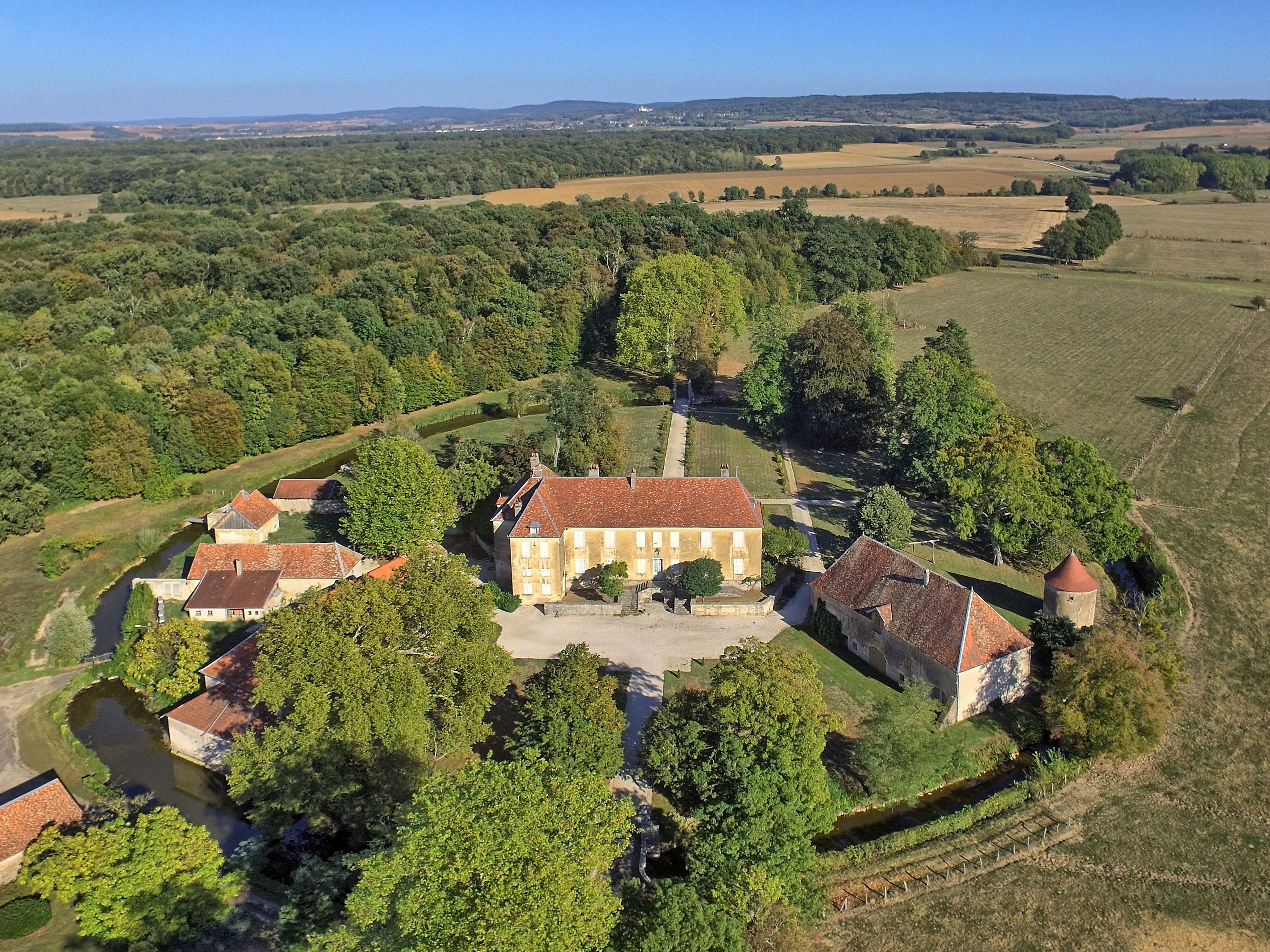
Le château de Villefrançon.
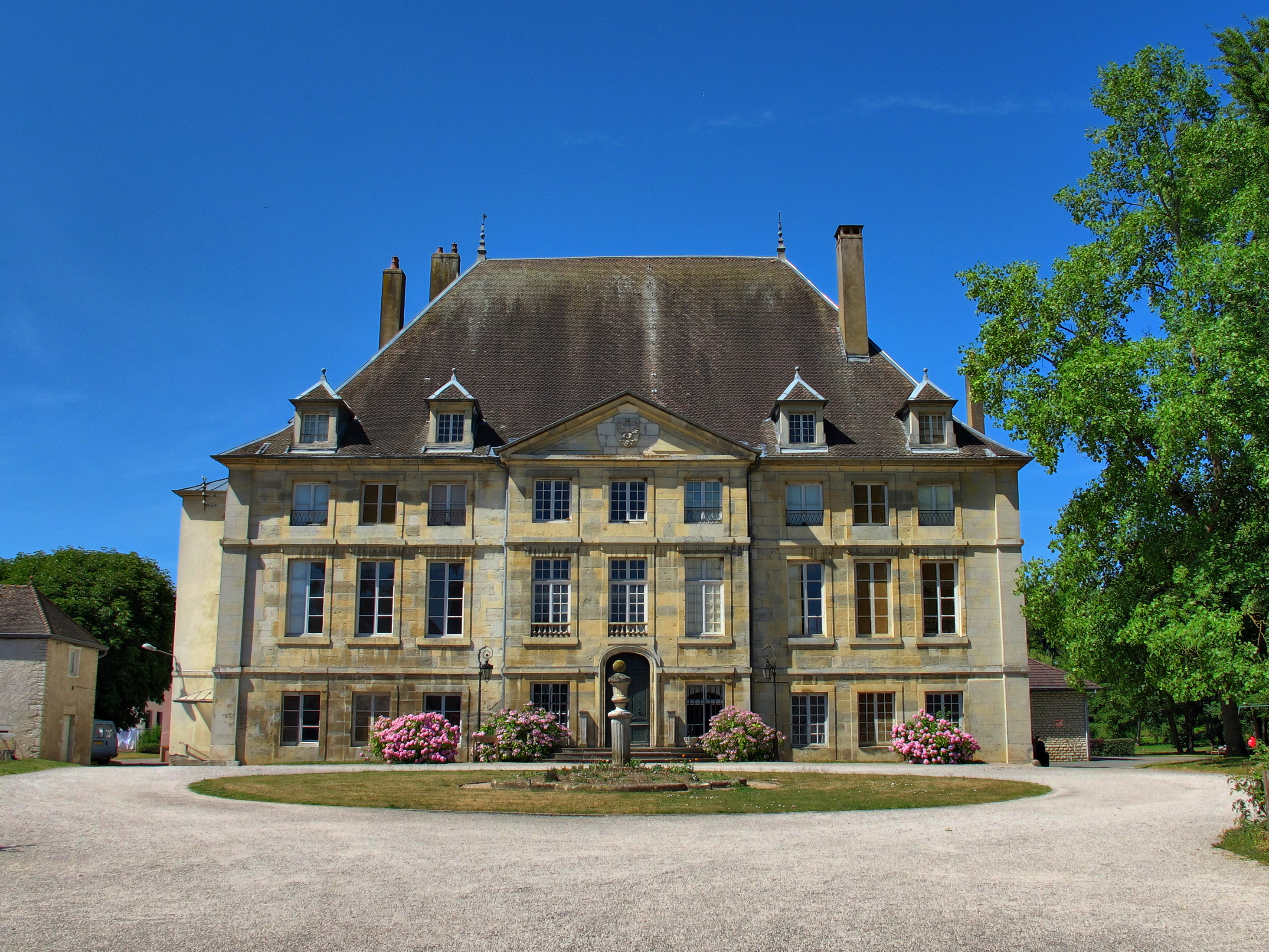
Le château de Choye.
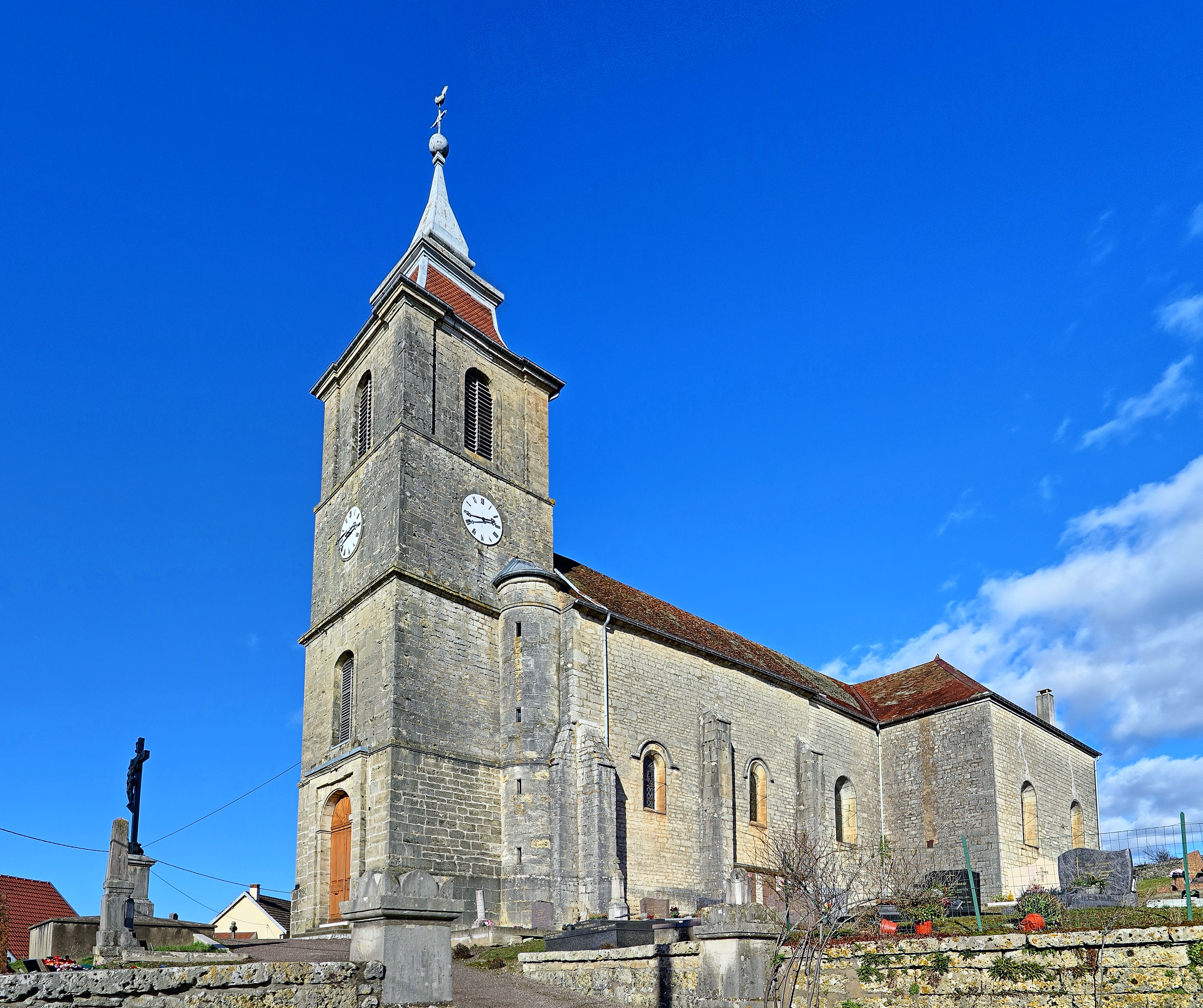
L'église de Choye.
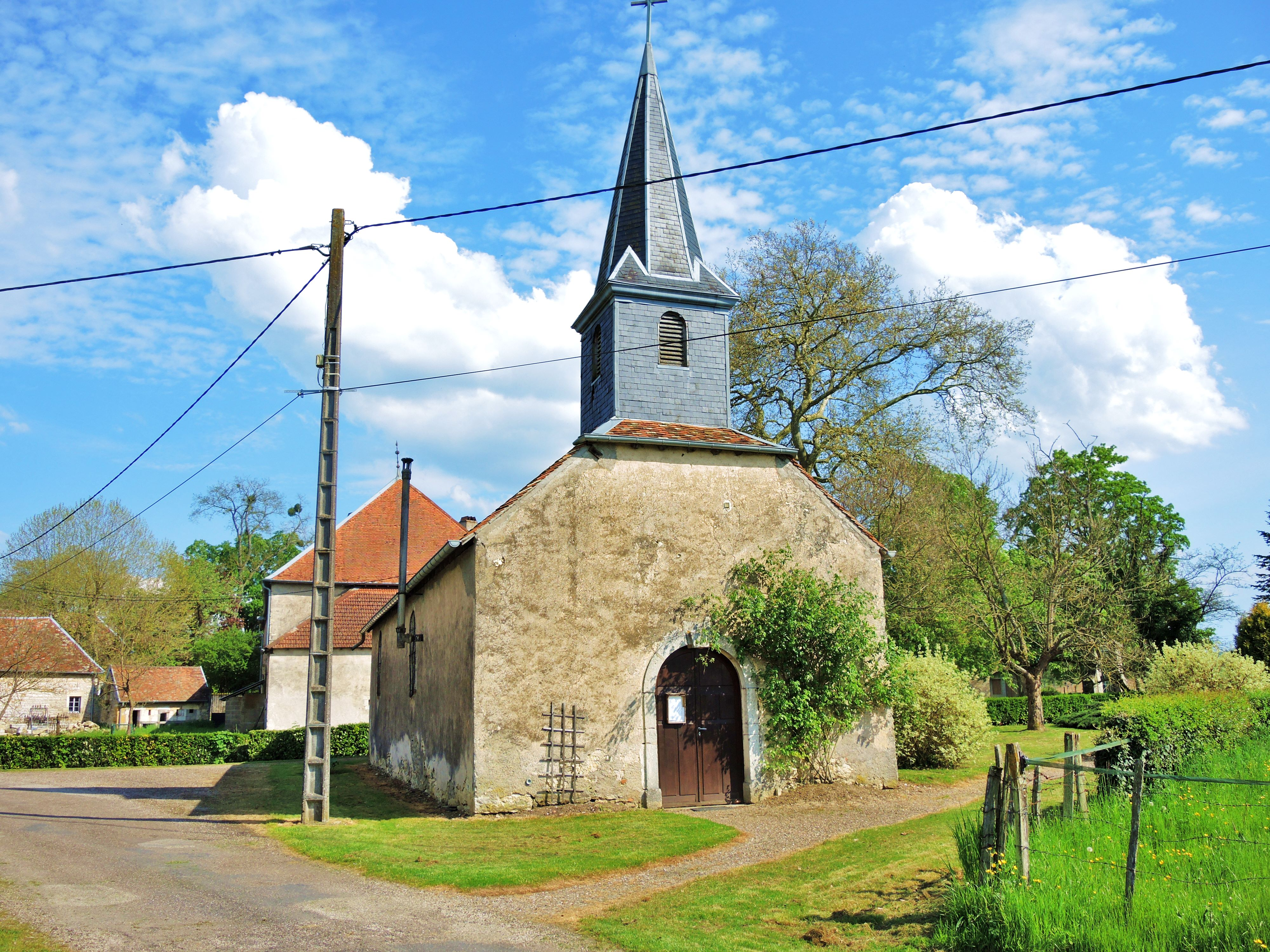
La chapelle Saint-Joseph.
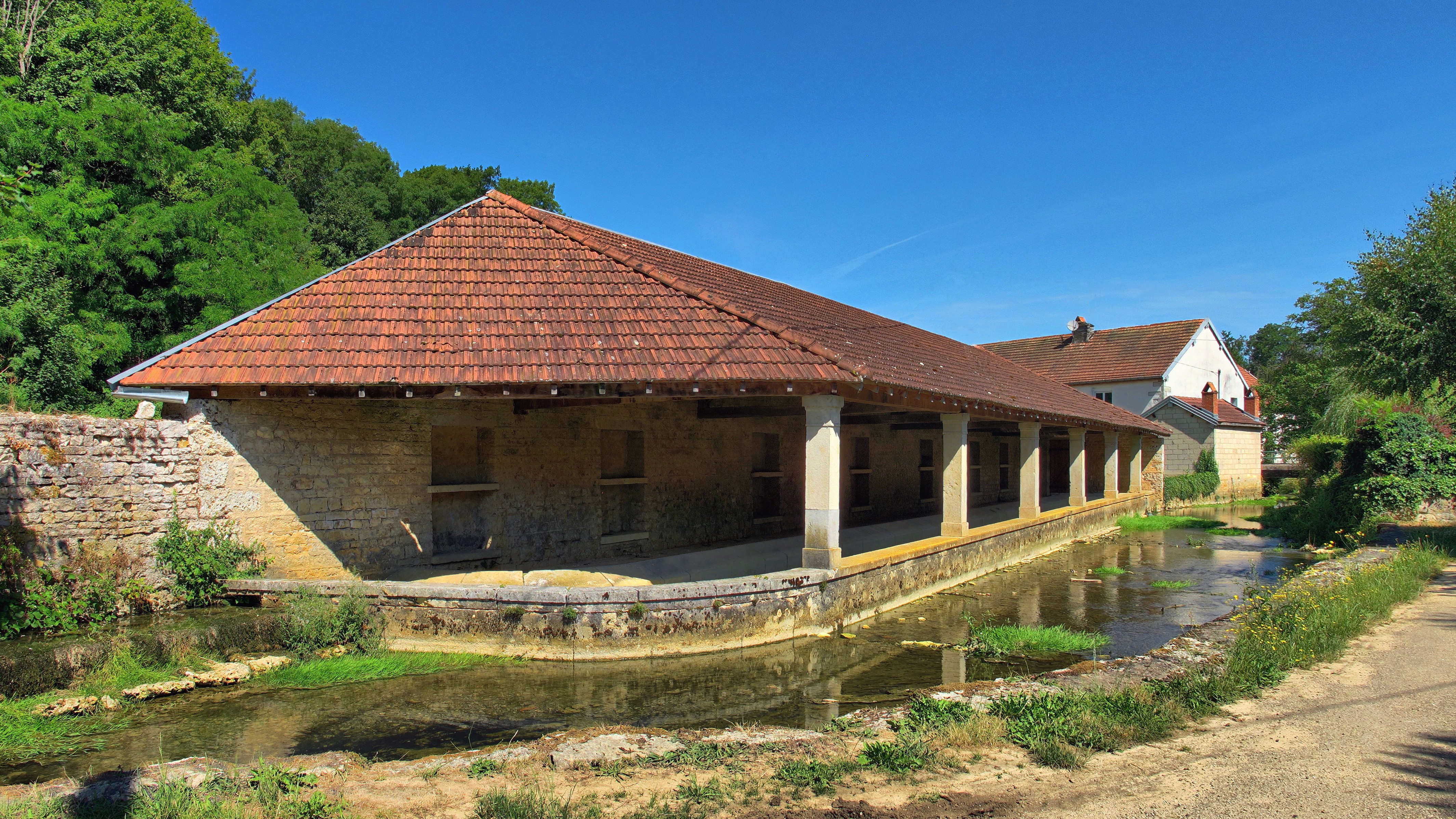
Le grand lavoir de Choye.

- Et aussi :
  - La chapelle du cimetière de Villefrançon ;
  - La croix biface, installée à l'entrée de Villefrançon en bordure du CD 474 ;
  - Le lavoir carré et couvert près de l'étang à Choye ;
  - Le plan d'eau aménagé et les terrains de sport de Choye.

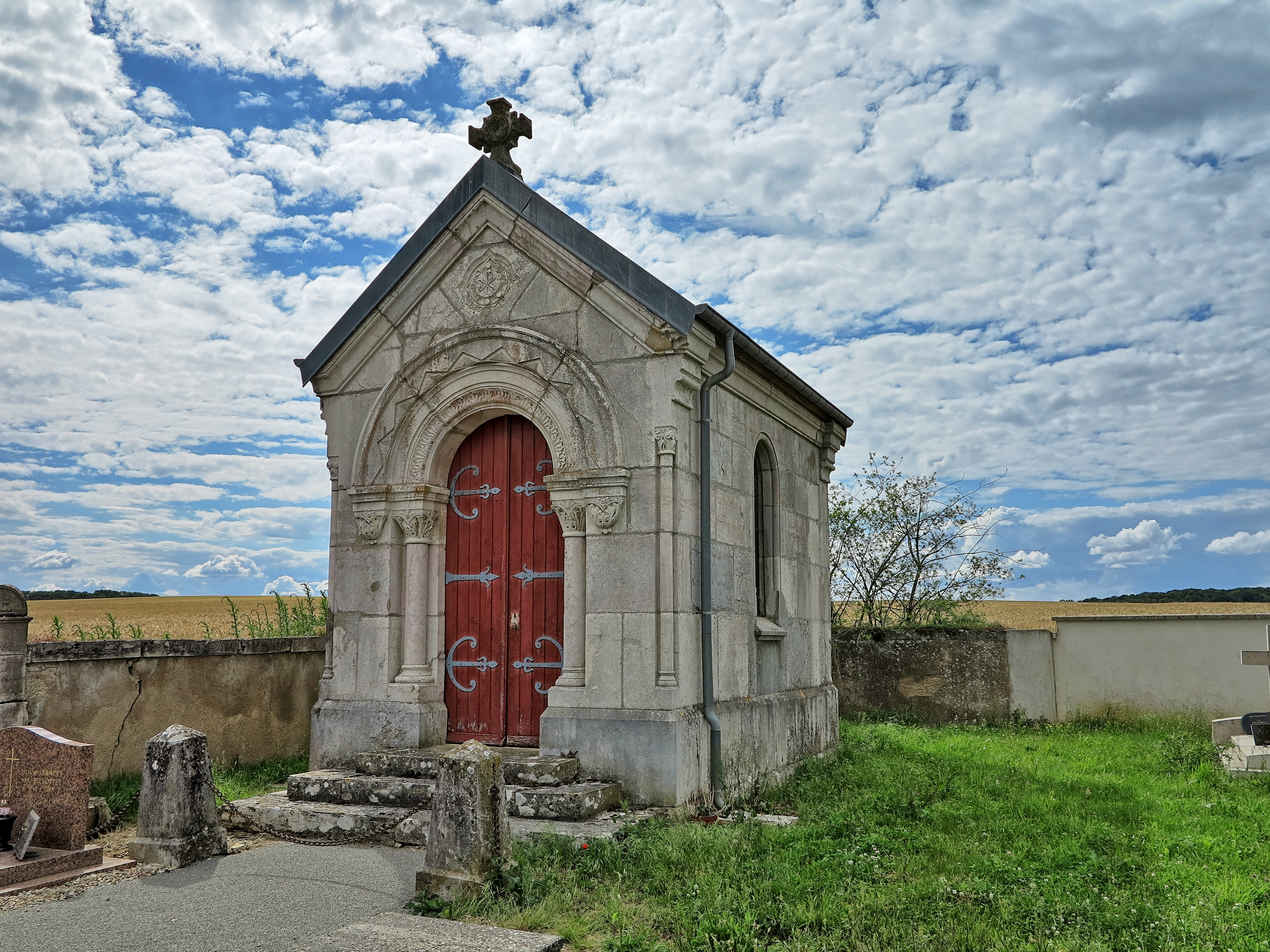
La chapelle du cimetière.
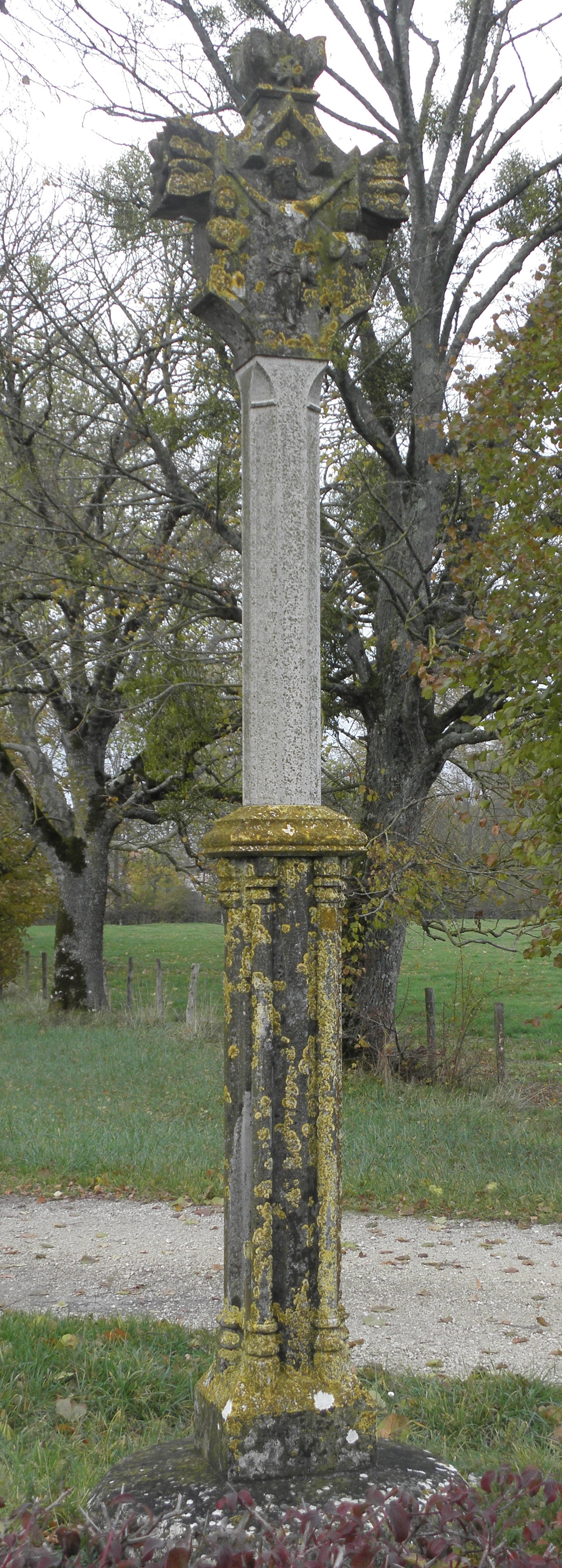
La croix biface.
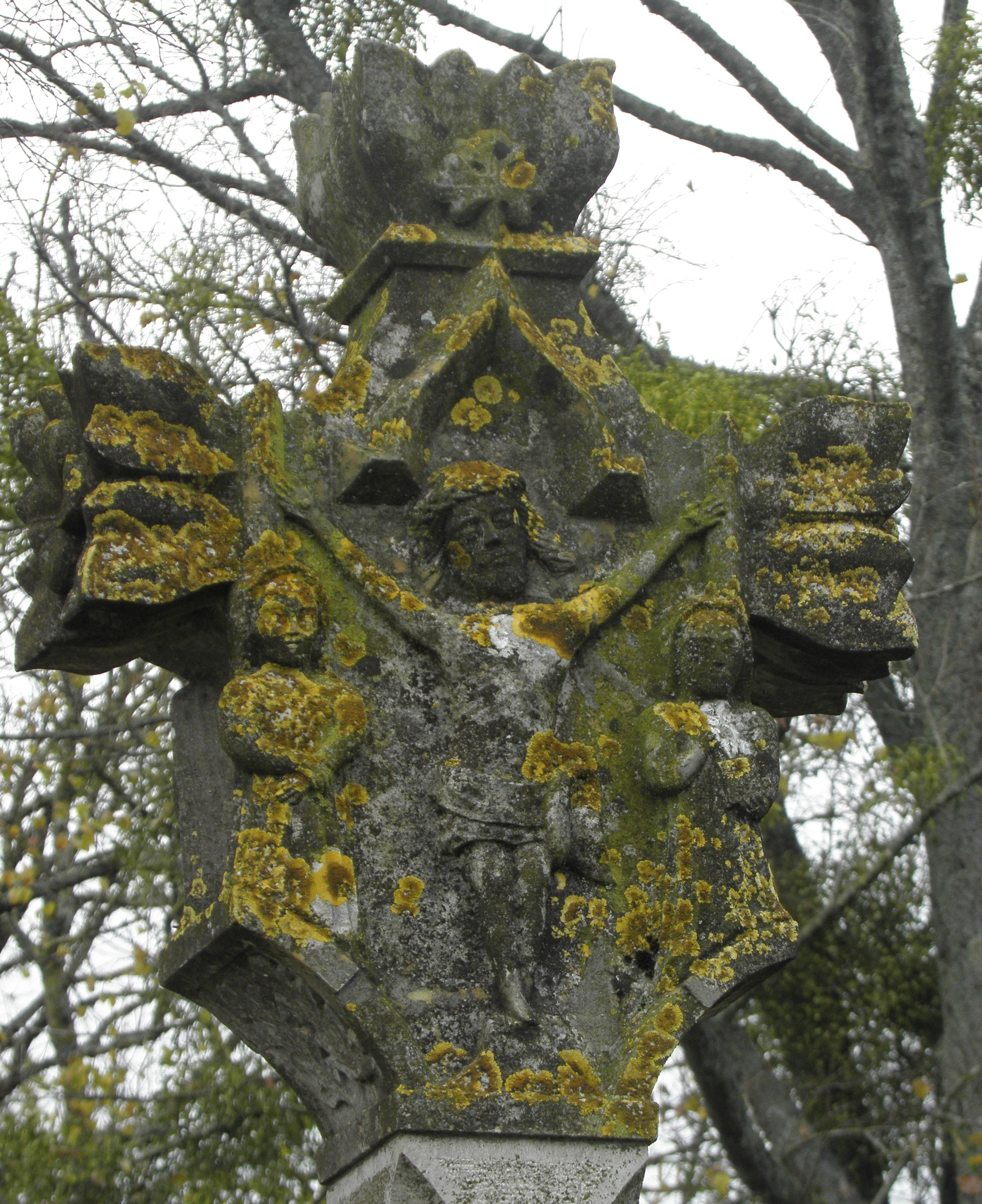
Détail de la croix.
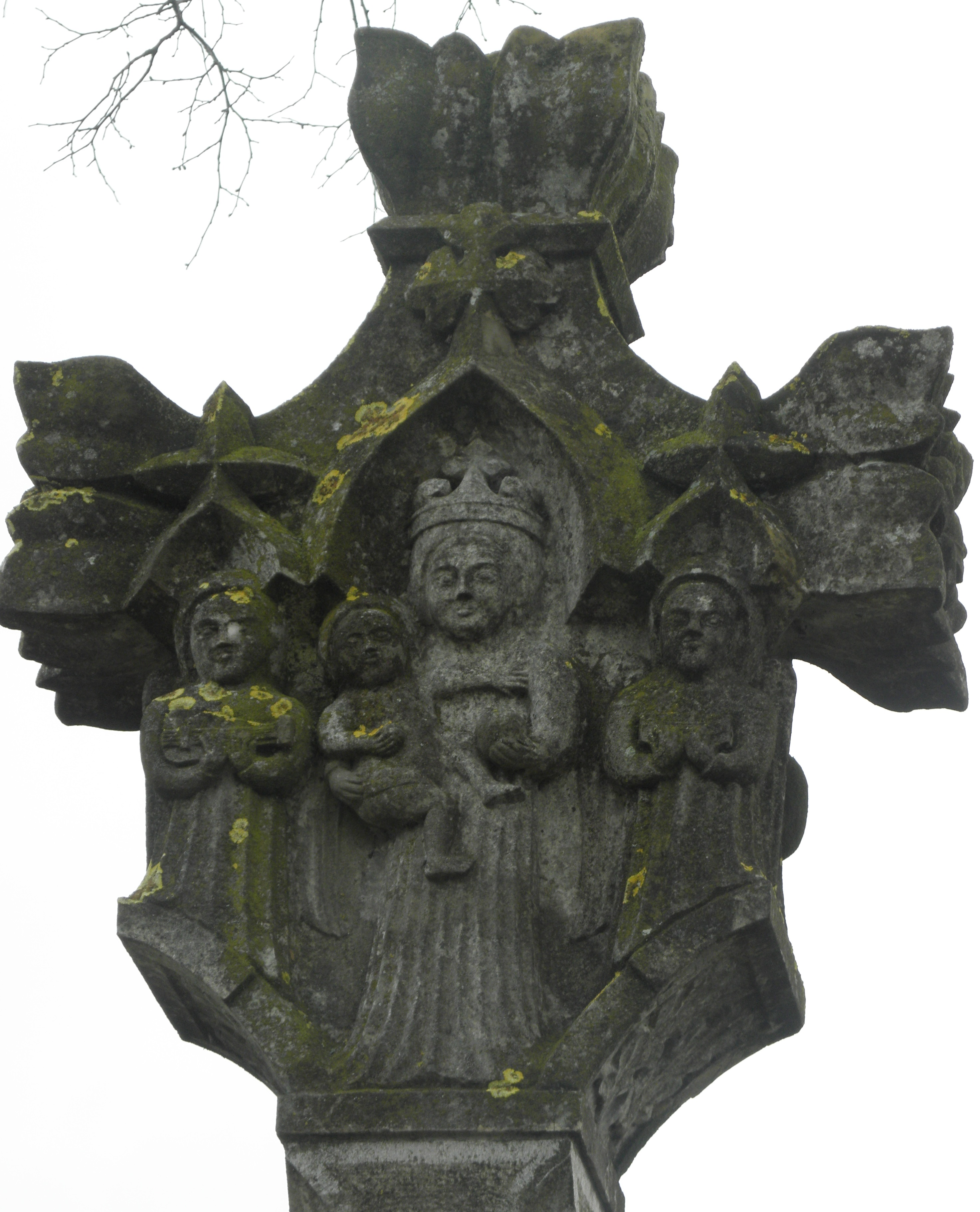
Détail de la croix.
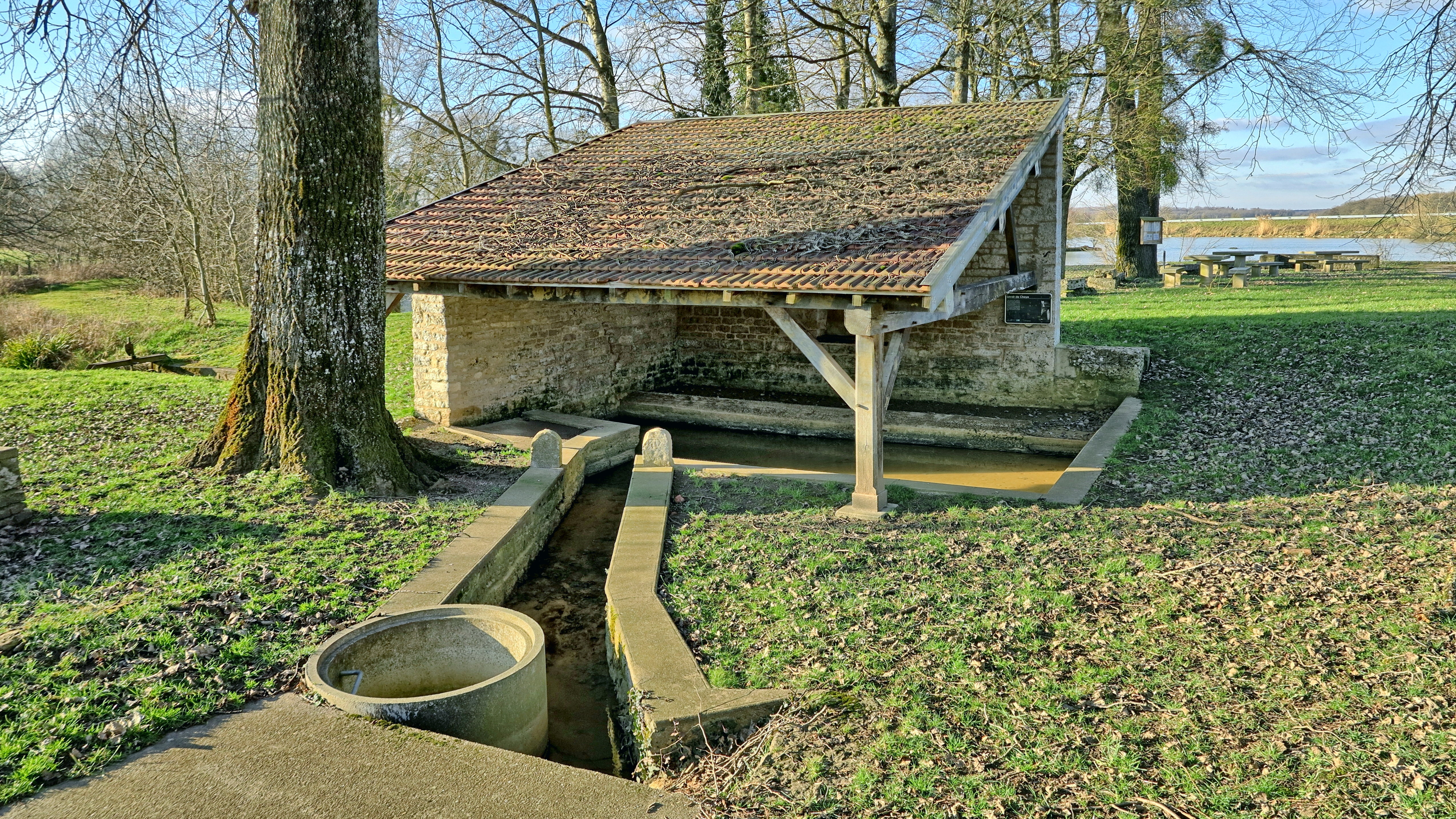
Le lavoir près de l'étang à Choye.
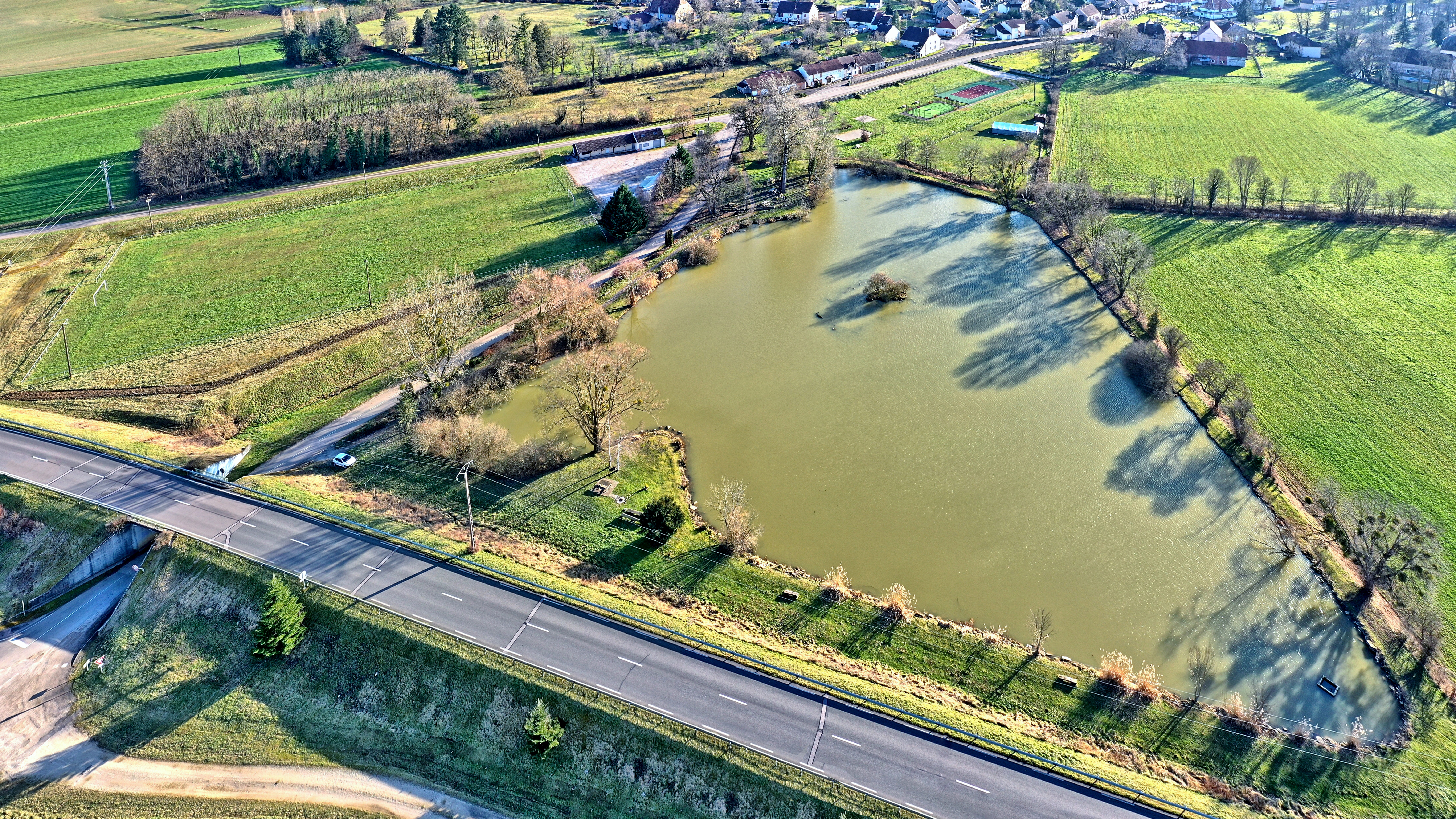
L'étang et les terrains de sport à Choye.

### Personnalités liées à la commune
- Jean Froissard (1759-1800), général de brigade né à Choye.